# Нанбокућо период
Нанбокучо период (南北朝時代 Nanboku-chō jidai, "Период јужног и северног двора"), обухвата средину XIV века, прецизније од 1336. до 1392. Нанбокучо ратови вођени су између два супротстављена цара тј. Јужног двора законитог цара Го-Даиго-а (који је владао у изгнанству) и Северног двора у Кјоту, који је био под контролом Ашикага шогуната.

## Кенму обнова
После монголских инвазија, снага клана Хоџо, који је држао положај шогуновог намесника (шикен) и управљао владом шогуната (бакуфу) Минамото у Камакури,  је постепено опала, тако да Камакура шогунат (1185-1333) није био у могућности да се супротстави покушају обнове царске власти у име цара Го-Даиго-а. Кусуноки Масашиге, царев најоданији присталица, водио је одважан герилски рат против бакуфу-а из планинских утврђења Акасака и Чихаја. Најзад је бакуфу 1332. послао генерала Ашикага Такауџија са 20.000 ратника да заузме царску престоницу, Кјото, али је Ашикага прешао на страну цара. Престоница Хоџо клана, Камакура, пала је 1333. године, а вође клана извршиле су самоубиство. Међутим, обнова царске власти није задовољила војну аристократију, која је на својим леђима изнела рат за обарање шогуната. Настојање цара Го-Даиго-а да обнови цивилну власт у провинцијама, тако што је положај војног гувернера (шуго) у преко 50 провинција (од укупно 66) доделио цивилним аристократима из престонице, отуђио је војну аристократију од царског режима. Тако је вођа војне аристократије, Ашикага Такауџи, већ 1336. подигао устанак против царске власти. 

## Намбокучо ратови
Нанбокучо ратови (ратови између дворова) су избили између два супротстављена цара (тј. законитог цара који је избегао на југ и шогуна, који је поставио новог цара у Кјоту). Кусуноки је подржао законитог цара, а Ашикага шогуни су делали у име свог претендента на престо. Кусуноки Масашиге је убијен у бици код Минатогаве 1336. године. иако су ратови трајали деценијама, на крају су Ашикаге били победници. Тако је уместо трајне обнове царске власти, Јапан у пракси само заменио један шогунат (Минамото шогунат под контролом шикена из клана Хоџо) другим (Ашикага шогунат) . 
Стара царска престоница је 1333. године постала седиште новог шогуна, у време када је оснивач нове Ашикага династије преместио седиште владе назад у Кјото. 

## Последице
С почетком XV века Ашикаге достижу врхунац своје моћи. Наследници  Ашикаге Јошимицу-а су били предодређени да уздигну династију на још већи ниво. Затим су дошли падови. Шогун Ашикага Јошинори убијен је 1441. године. Наслеђује га млађи брат,  Јошимаса. Он је владао 30 година као шогун и био сведок постепеног опадања целокупног ауторитета шогуна. Моћ је прешла у руке других самурајских породица, које је још увек чврсто држала носталгија према централизованој држави.Држали су се чврсто Кјота, својих палата и башти, док ауторитет у провинцији није почео да им измиче.